# Zombie

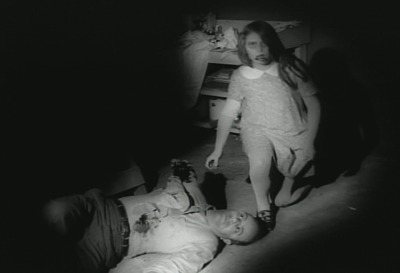
Wyobrażenie filmowego zombie
(Noc żywych trupów, 1968)

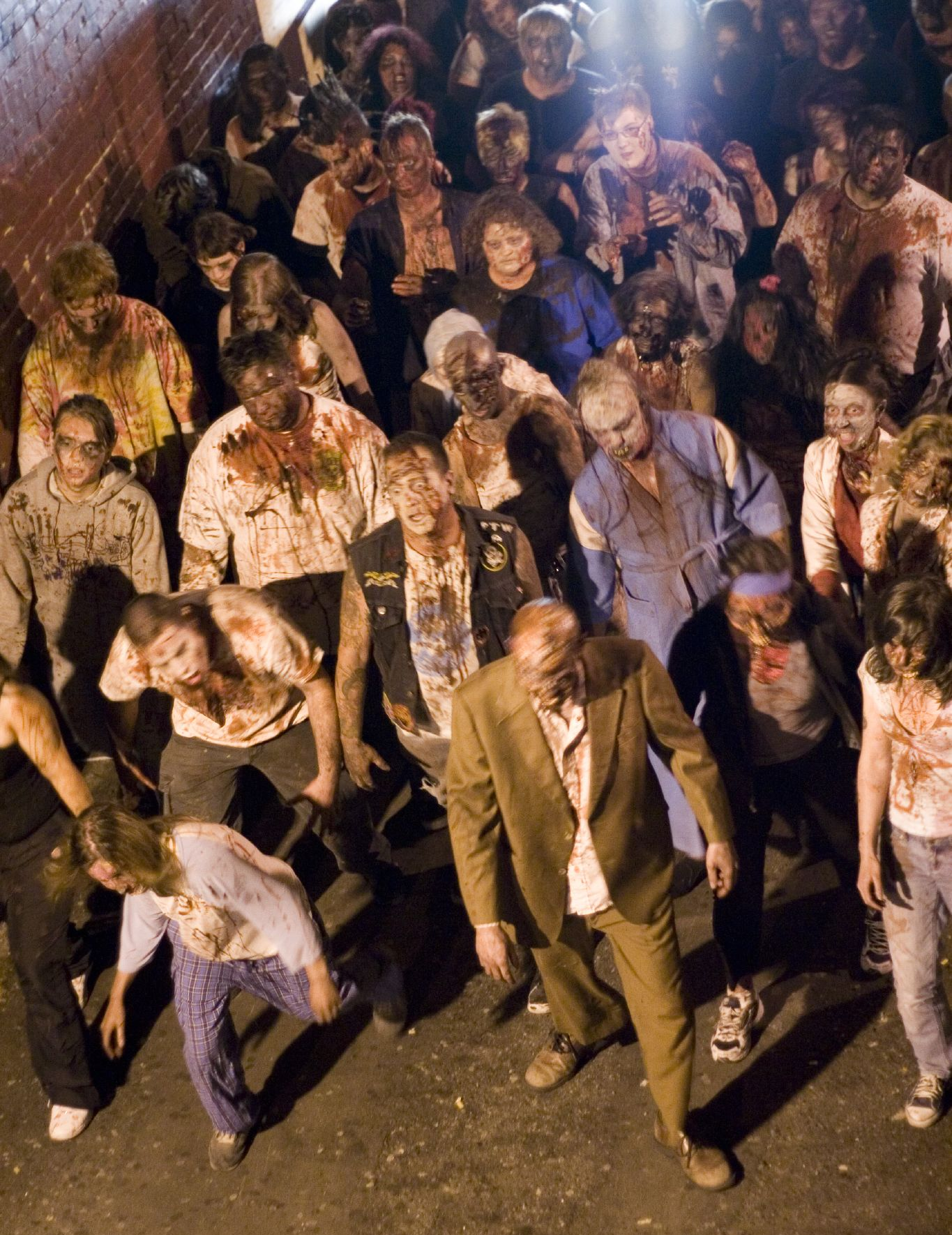
Grupa aktorów grających w filmie, ucharakteryzowanych na zombie

Zombie (żywy trup, umarlak) – fantastyczna postać nieumarła popularna szczególnie w horrorach. Słowo zombie pochodzi prawdopodobnie od afrykańskiego zumbi (fetysz w języku kikongo) lub od nzambi (bóg w języku kimbundu), w Polsce przejęte zostało ono z języka angielskiego; spotkać można się także ze spolszczoną formą zombi. Termin ten rozpowszechnił William Seabrook pod koniec lat 20. XX wieku w swojej książce The Magic Island.
Pojęcie zombie wywodzi się z kultu voodoo, w którym oznacza osobę silnie zniewoloną i ślepo lub nieświadomie wykonującą polecenia osoby kontrolującej ją, najczęściej będąc pod wpływem środków odurzających. Taki typ zombie był obecny w kulturze od drugiej połowy lat 20. XX wieku do prawie końca lat 60., kiedy to powstał film George’a Romery Noc żywych trupów, w którym zombie przedstawiano jako nieumarłego: osobę martwą, powstającą z grobu i starającą się zaspokoić żądzę krwi poprzez konsumpcję świeżego ludzkiego mięsa lub mózgu.
Po sukcesie Nocy żywych trupów taki obraz zombie rozpowszechnił się w kulturze masowej i dziś mało kto kojarzy zombie z voodoo, ponieważ przyjęli się nieumarli w stylu Romera – spotkać można ich w filmach (kolejne filmy z serii Żywych trupów czy współczesne filmy dla młodzieży, w których zombie morduje się w bardzo widowiskowy sposób), grach komputerowych (np. Resident Evil, Left 4 Dead, Postal 2: Apocalypse Weekend, Dying Light, The House of the Dead, Half-Life, Minecraft, oraz Eternal Damnation), grach fabularnych (np. All Flesh Must Be Eaten – gra, w której główną ideą jest występowanie zombie) oraz w literaturze (np. Zombie Survival autorstwa Maxa Brooksa).

## Zombie w religii voodoo

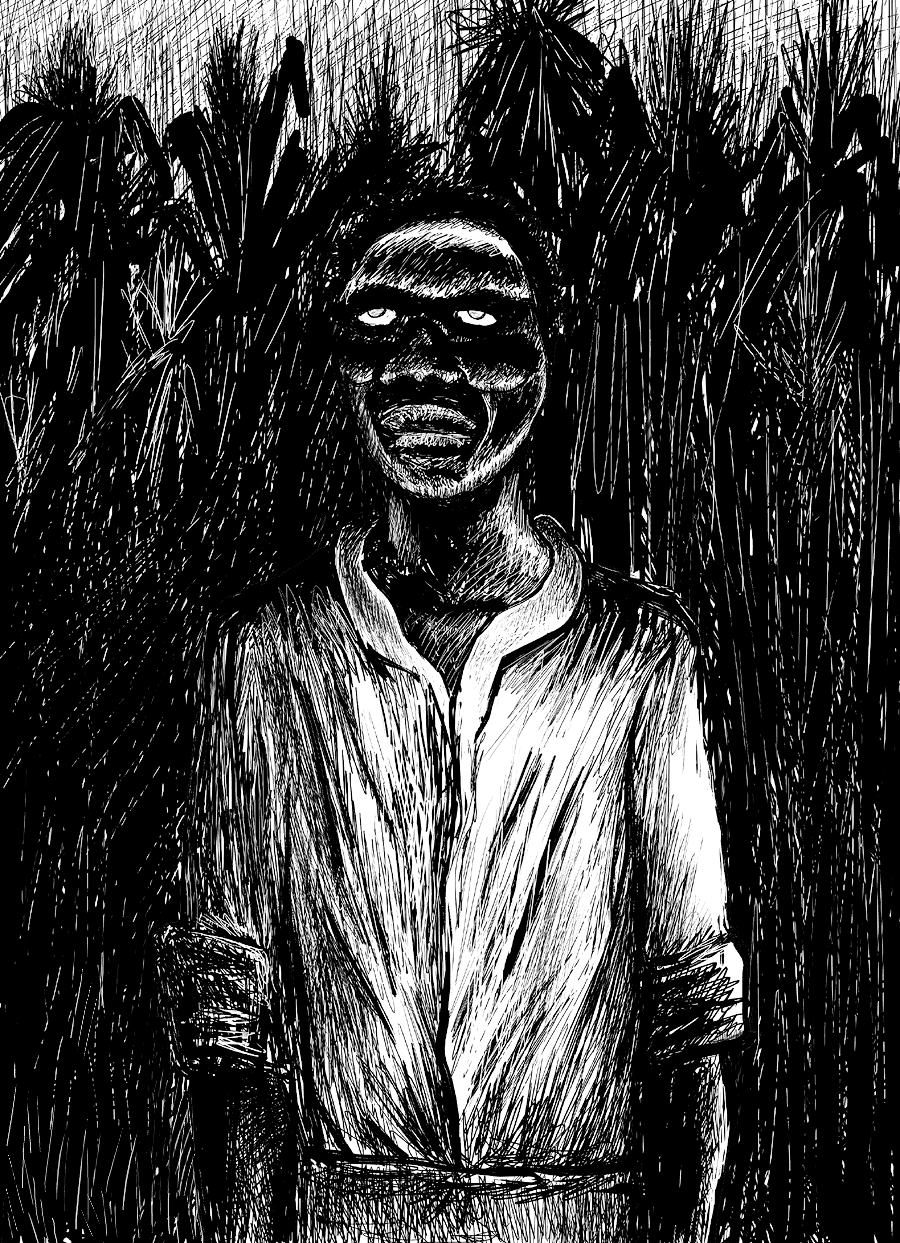
Zombie (obraz z Haiti)

Według wierzeń wyznawców voodoo (głównie na Haiti i na południu USA) kapłani – houngan, mambo lub bokor – mogą uśmiercić człowieka, a w kilka dni po jego pogrzebie znowu przywrócić go do pozornego życia. W rzeczywistości nie jest to jednak żywy człowiek, a jego ciało zamieszkane przez jednego z duchów śmierci Guédé. Taki bezwolny żywy trup (nazywany na Haiti także cadavre – zwłoki) jest używany do różnych prac w polu i gospodarstwie. Jeżeli zombie zje sól lub słoną potrawę, wówczas uświadamia sobie, że w rzeczywistości nie żyje i wraca na cmentarz, gdzie zakopuje się we własnym grobie. Wiara w istnienie zombie jest na Haiti powszechna. Aby zmarły nie został zombie, przebija się go kołkiem lub odrąbuje ręce i nogi, a rodzina zmarłego przez kilkanaście dni po pogrzebie pilnuje grobu.
Najprawdopodobniej są to ludzie odurzeni przez kapłanów, których funkcje życiowe ustają na czas od kilku godzin do kilku dni. Zazwyczaj są odurzeni narkotykami lub trucizną (np. atropina, hioscyjamina, tetrodotoksyna).
Na Haiti istnieje również inny rodzaj zombie, tzw. zombie astral, czyli zagubiony duch zmarłego, który dostał się pod kontrolę kapłana voodoo. Kapłan trzyma takiego zombie zamkniętego w glinianym naczyniu lub butelce i wypuszcza go tylko w celu wykonania określonego zadania.

## Zombie w popkulturze
Postacie zombie wystąpiły w licznych filmach zaliczanych do kultury popularnej, głównie w thrillerach, filmach gore. Niektóre z nich to:
- 1932: Białe zombie (reż. Victor Halperin)
- 1966: Plaga zombie (reż. John Gilling)
- 1968: Noc żywych trupów (reż. George A. Romero)
- 1978: Świt żywych trupów (reż. George A. Romero)
- 1979: Zombie – pożeracze mięsa (reż. Lucio Fulci)
- 1983: Michael Jackson’s Thriller (teledysk Michaela Jacksona do piosenki pod tym samym tytułem, reż. John Landis)
- 1985: Powrót żywych trupów (reż. Dan O’Bannon)
- 1985: Dzień żywych trupów (reż. George A. Romero)
- 1988: Zombie – pożeracze mięsa 2 (reż. Lucio Fulci, Bruno Mattei)
- 1992: Martwica mózgu (reż. Peter Jackson)
- 1997: Michael Jackson’s Ghosts (krótkometrażowy film Michaela Jacksona, będący jednocześnie teledyskiem do piosenek 2 Bad, Ghosts i Is It Scary, reż. Stan Winston)
- 2002: Resident Evil (reż. Paul W.S. Anderson)
- 2004: Wysyp żywych trupów (reż. Edgar Wright)
- 2005: Ziemia żywych trupów (reż. George A. Romero)
- 2006-2011: Włatcy móch (reż. Bartosz Kędzierski oraz Błażej Andrzejewski)
- 2007: REC (reż. Jaume Balagueró oraz Paco Plaza)
- 2007: Diary of the Dead: Kroniki żywych trupów (reż. George A. Romero)
- 2008: Otto, czyli niech żyją umarlaki (reż. Bruce LaBruce)
- 2009: Zombieland (reż. Ruben Fleischer)
- 2009: Horda (reż. Yannick Dahan oraz Benjamin Rocher)
- 2009: REC 2 (reż. Jaume Balagueró oraz Paco Plaza)
- 2010: Zombie SS (reż. Tommy Wirkola)
- 2012: REC 3: Geneza (reż. Paco Plaza)
- 2013: Wiecznie żywy (reż. Jonathan Levine)
- 2013: World War Z (reż. Marc Forster)
- 2014: REC 4: Apokalipsa (reż. Jaume Balagueró)
- 2019: Zombieland: Kulki w łeb (reż. Ruben Fleischer)
- 2020: Alive(inne języki) (reż. Cho Il-hyung)
- 2022: Apokawixa (reż. Xawery Żuławski)

Ostatnio zaczęły również pojawiać się seriale osadzone w postapokaliptycznych światach opanowanych przez zombie, przykładami mogą być seriale takie jak:
- 2008: Dead Set (pięcioodcinkowy brytyjski serial, reż. Yann Demange)
- 2010: Żywe trupy (adaptacja komiksu, reż. Frank Darabont)
- 2014: Z Nation

Występują też w grach komputerowych, a nawet kreskówkach. Jednym z głównych bohaterów polskiego serialu animowanego Włatcy móch jest zombie Czesio.
Zombie pojawiają się w grach takich jak:
- seria Resident Evil (Capcom),
- seria Left 4 Dead (Valve),
- seria Call of Duty (Treyarch Activision),
- Dead Island (Techland, Wrocław),
- seria Sniper Elite: Nazi Zombie Army studia Rebellion,
- Plants vs. Zombies
- The Walking Dead (Telltale Games)
- Minecraft (Mojang)
- DayZ (Eurogames)
- Battlefield 4 China Rising (Dice)
- seria Dying Light (Techland)
- 7 Days To Die (The Fun Pimps Entertainment)
- Infestation: Survivor Stories (Hammerpoint Interactive)
- Plague Inc. Evolved jako jedna z chorób (Ndemic Creations)
- No More Room in Hell [F4P] (Steam)
- seria Dead Rising (Capcom)
- Zombie Roadkill
- Minecraft: Story Mode (Telltale Games)
- Unturned (Steam)
- seria Half Life (Valve)

## Zombie jako określenie
Słowo „zombie” znalazło zastosowanie w slangu komputerowym, w którym funkcjonują nazwy „komputer zombie” (komputer ze złośliwym oprogramowaniem kontrolowanym jak zombie przez osobę inną niż właściciel) oraz „proces zombie” (program „nieśmiertelny”, który po wykonaniu zadania nie kończy działania).
Utwór zespołu The Cranberries „Zombie” z 1994 r., który stał się numerem jeden na wielu listach przebojów, nie dotyczy wierzeń w zombie - jako protest song przeciwko długotrwałemu konfliktowi w Irlandii Północnej zawiera porównanie zaciekle i bezmyślnie walczących bojowników do zombie.
Od czasu upowszechnienia się smartfonów pojawiło się określenie „smartfonowy zombie” określające osobę (często nastoletnią), która chodzi po ulicach wpatrzona wyłącznie w smartfon, zwykle ze słuchawkami w uszach, nie zwraca najmniejszej uwagi na otoczenie i bardzo często powoduje zagrożenie w ruchu, wchodząc na jezdnię prosto pod nadjeżdżający pojazd.